# Made in Jamaica
Made in Jamaica – wspólny album francuskiego DJ-a Boba Sinclara oraz jamajskiej sekcji rytmicznej Sly & Robbie.
Płyta została wydana 30 marca 2010 roku przez należącą do Universal Music Group wytwórnię Division Records. Znalazły się na niej remiksy największych przebojów Sinclara w aranżacji muzyki reggae. Nagrania zostały zarejestrowane w dwóch pierwszych tygodniach października 2009 roku w Author Studio w Kingston. Oprócz Sly'a Dunbara i Robbiego Shakespeare’a w sesjach nagraniowych udział wzięło wielu innych znanych jamajskich instrumentalistów (m.in. Mikey "Mao" Chung, Robert Lynn, Uziah "Sticky" Thompson, Dean Fraser, Ronald "Nambo" Robinson) i wokalistów (m.in. Gary Pine, Tony Rebel, Shaggy, Queen Ifrica).
W roku 2011 krążek został nominowany do nagrody Grammy w kategorii najlepszy album reggae. Była to siódma nominacja do tej statuetki w karierze Dunbara i Shakespeare’a, natomiast pierwsza dla Sinclara.

## Lista utworów
1. "I Wanna" feat. Shaggy
2. "Love Generation" feat. Gary Pine
3. "World Hold On" feat. Steve Edwards
4. "The Beat Goes On" feat. Queen Ifrica
5. "Rainbow Of Life" feat. Ben Onono
6. "Sound Of Freedom" feat. Gary Pine, Dollarman
7. "Jamaica Avenue" feat. Tony Rebel
8. "Give A Little Love" feat. Gary Pine
9. "Peace Song" feat. Steve Edwards
10. "Kiss My Eyes" feat. Camille Lefort
11. "Together" feat. Steve Edwards
12. "I Feel For You" feat. Queen Ifrica
13. "I Wanna (Remix Radio)" feat. Shaggy

## Muzycy
- Mikey "Mao" Chung - gitara, gitara rytmiczna
- Robbie Shakespeare - gitara basowa
- Sly Dunbar - perkusja
- Uziah "Sticky" Thompson - perkusja
- Robert Lynn - organy, syntezator
- Ronald "Nambo" Robinson - puzon
- Dean Fraser - saksofon
- Dwight Richards - trąbka
- Kerry Ann Lewis - chórki
- Sherida Sharpe - chórki
- Sherieta Lewis - chórki
- Costi Ioniță - chórki
- Andrea Teodora Rumenova - chórki
- The American Church of Paris - chórek dziecięcy